# 草村礼子
草村 礼子（くさむら れいこ、本名；野口 禮子〈のぐち れいこ〉、1940年7月5日 - ）は、日本の女優、ナレーター。東京府北多摩郡三鷹町（現：東京都三鷹市）出身。ジェイ・クリップ所属。東京都立国立高等学校中退。

## 人物・来歴
兄、弟を持つ3兄妹として誕生。
高校中退と同時に、劇団炎座の押しかけ研究生となる。
その後、劇団国芸を経て、劇団東京小劇場の幹部女優として16年間活動。『キューポラのある街』ではトミ役を400回以上演じる。
1982年から「いのちと愛」をテーマに、一人芝居・朗読・講演などのライブ活動を開始する。
1996年、『Shall we ダンス?』での田村たま子役が当たり役となる。
2005年からは「夢のダンス」と称するダンスボランティア活動を行っている。

## 受賞歴
- 平成2年度文化庁芸術祭賞（『一人芝居・じょんがら民宿こぼれ話』）
- 第11回種田賞（『一人芝居・じょんがら民宿こぼれ話』）
- 第70回キネマ旬報ベスト・テン 助演女優賞（『Shall We ダンス?』）
- 第51回毎日映画コンクール助演女優賞（『Shall We ダンス?』）
- 第9回日刊スポーツ映画大賞助演女優賞（『Shall We ダンス?』）
- 第18回ヨコハマ映画祭助演女優賞（『Shall We ダンス?』）
- 高崎映画祭（『Shall We ダンス?』）
- 第20回日本アカデミー賞助演女優賞（『Shall We ダンス?』）[1]
- 第25回日本映画批評家大賞・実写部門 ゴールデン・グローリー賞 [2]
- 第33回橋田賞 野村昭子賞[3]

## 出演

### テレビドラマ

#### NHK
- 連続テレビ小説
  - おていちゃん（1978年）
  - 本日も晴天なり（1982年） - 中屋文乃 役
  - おしん（1983年） - 宿の女将 役
  - はね駒（1986年） - 吉川たか 役
  - 天うらら（1998年）
  - こころ（2003年） - 菱沼ハナ 役
  - ファイト（2005年） - 西郷珠子 役
  - 梅ちゃん先生（2012年） - 村田アサ 役
  - おかえりモネ（2021年） - 横山フミエ 役
- ドラマ新銀河（NHK）
  - 赤ちゃんが来た（1994年） - 飯山婦長 役
- 大河ドラマ
  - 春の波涛（1985年） - 「錦松楼」の女将 役
  - 葵 徳川三代（2000年） - 大姥局 役
- ズッコケ三人組（1999年） -　田辺ヨシノ
- ザ・ドリームサーフィン（2000年） - 恵利香の祖母 役
- ノースポイント（2003年） - 広山一枝 役
- ミニモニ。でブレーメンの音楽隊（2004年） - 丹波雛子 役
- 絶壁〜山岳警備隊、疾走る〜（2004年） - 岩谷光恵 役
- どんまい!（2005年） - 太田千代 役
- 博多 はたおと（2008年） - 大川内紀和 役
- 白洲次郎（2009年） - 太刀川静 役
- 使命と魂のリミット（2011年） - 中塚芳恵 役
- ペコロスの母に会いに行く（2013年） - 岡野光江 役
- いつか陽のあたる場所で（2013年） - 三上チヨ 役
- ぼんくら（2014年） - おしま 役
- 紅白が生まれた日（2015年）[4] - 竹下光江（老年期） 役/ 語り
- ツバキ文具店（2017年） - 白川千代 役
- 天才てれびくんYOU（2019年） - 立川発動機製作所跡に建つ慰霊碑に黙祷を捧げる女性
- 金色の海（2021年） - 橋田和子 役
- 舟を編む（2024年） - タケおばさん 役

#### 日本テレビ
- ゆうひが丘の総理大臣（1978年） - なおみの叔母 役
- 星雲仮面マシンマン（1984年） - シンイチの母 役
- はだかの刑事（1993年）
- デッサン（1997年） - 石脇弥生 役
- 平成夫婦茶碗（2000年） - 白鳥静 役
- 永遠の仔（2000年） - 岸川夫人 役
- ビューティ7（2001年） - 小金井すみれ 役
- 新・夜逃げ屋本舗（2003年） - 杉田寿子 役
- 東京ワンダーホテル（2004年） - 村田弘子 役
- 喰いタン（2006年） - 山田房枝 役
- CAとお呼びっ!（2006年）
- セレンディップの奇跡（2007年）
- ギネ 産婦人科の女たち（2009年） - 八木祥子 役
- ワイルド・ヒーローズ（2015年） - 三木佳代 役
- 家売るオンナ（2016年） - 水道橋千代子 役
- 愛を乞うひと（2017年） - 川端さん 役
- パンドラの果実 科学犯罪捜査ファイル Season1 第6話（2022年） - 志村令 役
- 令和の三英傑!（2024年） - 木下マサ 役[5]
- 金曜ロードSHOW!
  - 「磁石男」（2014年） - おばあさん（劇中ナレーション） 役
- 火曜サスペンス劇場
  - 「校内暴力殺人事件」（1982年） - 香山さとるの母 役
  - 「小京都ミステリー5」（1992年）
  - 「犯罪心理分析官1」（1994年） - 石沢千恵 役

#### TBS
- ウルトラマン80（1980年） - 上野寛子 役
- 昭和四十六年 大久保清の犯罪（1983年）
- ダブル・キッチン（1993年）
- 君が人生の時（1997年） - 永井世津子 役
- ぐっどあふたぬ〜ん（1997年） - 鮎原清子 役
- 熱中家族（1998年） - 絹子 役
- 教習所物語（2000年） - 美濃部雪枝 役
- こちら第三社会部（2001年） - 神崎浪江 役
- 嫁はミツボシ。（2001年） - 和波歌子 役
- ヨイショの男（2002年） - 服部芳江 役
- 元カレ（2003年） - 田宮先生 役
- エ・アロール それがどうしたの（2003年） - 松井ヨシ江 役
- 女子刑務所東三号棟（2003年） - 山崎カコ 役
- 新・天までとどけ5（2004年） - 藤倉せつ 役
- こちら本池上署（2004年） - 向井晴子 役
- 水戸黄門（2005年） - 田川ふじ 役
- カクレカラクリ（2006年） - ぺんばあちゃん 役
- キッパリ!（2007 - 2008年） - 君塚良子 役
- スイート10（2008年） - 佐伯末子 役
- ハンチョウ〜神南署安積班〜（2009年） - 川本千穂 役
- カバチタレ!（2010年） - 宮下ヤエ 役
- おじいちゃんは25歳（2010年） - あやめ 役
- ランナウェイ〜愛する君のために（2011年） - 竹内菊代 役
- 家族が家族であるために（2012年） - 田嶋さかえ 役
- ハンチョウ〜警視庁安積班〜（2013年） - 平山早苗 役
- 確証〜警視庁捜査3課（2013年） - 真田喜代 役
- 眠りの森（2014年） - 高柳静子 役
- ホワイト・ラボ〜警視庁特別科学捜査班〜（2014年） - 長束八重子 役
- わが家（2015年） - 村越琴子 役
- 3つの街の物語（2015年）
- ホテルコンシェルジュ（2015年） - 森村澄江 役
- ごめん、愛してる（2017年） - 立花さと子 役
- 父、ノブナガ （2017年） - 小田花江 役
- 月曜ドラマスペシャル
  - 「十津川警部シリーズ23」（2001年）
- 月曜ミステリー劇場
  - 「早乙女千春の添乗報告書16」（2004年） - 篠田和江 役
  - 「示談交渉人甚内たま子裏ファイル4」（2005年） - 杉田清子 役
- 月曜ゴールデン
  - 「世直し公務員ザ・公証人8」（2009年） - 藤代絹江 役
  - 「湯けむりバスツアー 桜庭さやかの事件簿2」（2010年） - 柿沢とよ 役

#### フジテレビ
- 時代劇スペシャル
  - はぐれ狼（1982年、ユニオン映画）
- 世にも奇妙な物語
  - 「怪我」（1996年） - 助産師・木村 役
  - 「おばあちゃん」（2001年） - 中村美保の祖母 役
  - 「命火」（2006年） - 岡本光子 役
- 真夏の薔薇（1996年） - 添田雪枝 役
- 小市民ケーン（1999年） - 鍋島美鈴 役
- 非婚家族（2001年）
- 女優・杏子（2001年） - 杉山秋子 役
- カバチタレ!（2001年） - 鎌田昌代 役
- 人にやさしく（2002年） - つぐみ学園園長 役
- ほんとにあった怖い話
  - 「父の想い」（2003年） - 斉藤真利江の母 役
  - 「2階が怖い」（2013年） - 畑野静代 役
- いつもふたりで（2003年） - 谷町きみ 役
- ダイヤモンドガール（2003年）
- 君が想い出になる前に（2004年） - 田辺芳子 役
- 恋におちたら〜僕の成功の秘密〜（2005年） - 吉川眞 役
- Ns'あおい（2006年） - 梅沢サエ 役
- 潮風の診療所〜岬のドクター奮戦記〜（2007年） - 大村鈴代 役
- 医龍-Team Medical Dragon-2（2007年） - 五代明代 役
- 七人の敵がいる!〜ママたちのPTA奮闘記〜（2012年） - 山田敏枝 役
- 余命 (小説)（2013年） - 桑野ルイ 役
- 金田一耕助VS明智小五郎（2013年） - 丸部トモ 役
- 海の上の診療所（2013年） - 沖田登美子 役
- ビター・ブラッド〜最悪で最強の親子刑事〜（2014年） - 山村万智 役
- 記憶 (テレビドラマ)（2018年） - 本庄時枝 役
- その女、ジルバ（2021年） - ひなぎく（菊子） 役
- 金曜エンタテイメント
  - 「おだまりコンビシリーズ2」（2000年） - 鳴海君枝 役
  - 「女ざかり!!区役所の名探偵2」（2001年） - 茂庭菜美子 役
  - 「屋台弁護士1」（2005年） - 村雨幸江 役
- 金曜プレステージ
  - 「岡部警部シリーズ」（2006年） - 金井公江 役
  - 「ドクター小石の事件カルテ」（2006年） - お手伝い・たえ 役
  - 「浅見光彦シリーズ」（2007年） - 長井弥生 役
  - 「医療捜査官 財前一二三」（2011年　-　） - 財前百代 役
  - 「魔術はささやく」（2011年） - 田沢智恵 役
  - 「浅見光彦シリーズ46」（2013年） - 小内香代子 役
- 赤と黒のゲキジョー
  - 「ナースのお仕事 離島編」（2014年） - 鮫島トメ 役

#### テレビ朝日
- 達磨大助事件帳 第9話「夜明けの父娘」（1977年） - おしず 役
- 若さま侍捕物帳（1978年） - 美和 役
- 伝七捕物帳（1979年） - 小料理屋女将 役
- レッドビッキーズ（1980 - 1982年） - 荒井よし 役
- 新ハングマン 第10話（1983年） - 倉本夫人 役
- しらべる女2（1989年） - 島崎冴子 役
- はぐれ刑事純情派
  - 第4シリーズ（1991年） - 菅井保子 役
  - 第7シリーズ（1994年） - 浜田佐知子 役
- なっちゃん家（1998年） - 小泉昌江 役
- 暴れん坊将軍IX（1998年） - お島 役
- 科捜研の女
  - （2001年） - 土方絹江 役
  - （2017年） - 結城節子 役
- はみだし刑事情熱系（2001 - 2002年） - 脇坂キミヱ 役
- ツーハンマン（2002年） - 山田澄江 役
- 相棒
  - season1（2002年） - アキコ・マンセル 役
  - season20（2021年） - 三宅富士子 役
- ダムド・ファイル（2003年） - 倉田ふみ 役
- 女刑事みずき〜京都洛西署物語〜（2007年） - 島尚子 役
- パズル（2008年） - 権藤布由 役
- 女刑事音道貴子・凍える牙（2010年） - 庵原照子 役
- ホンボシ〜心理特捜事件簿〜（2011年） - 大崎摂子 役
- 匿名探偵（2012年） - 九条冨士子 役
- 遺留捜査（2014年） - 野木八重子 役
- HTBスペシャルドラマ「UBASUTE」（2014年、北海道テレビ） - トシエ 役
- 化石の微笑み（2015年） - 根岸京子 役
- 刑事7人（2017年） - 馬場節子 役
- 真夏の少年〜19452020（2020年） - 円谷円 役
- 家政夫のミタゾノ 第7シーズン 第8話（2025年） - 小石川加代子 役[6]
- 土曜ワイド劇場
  - 「渡り番頭・鏡善太郎の推理2」（2001年） - 古沢キヨ 役
  - 「温泉㊙大作戦2」（2005年） - 園田静子 役
  - 「新船長の航海事件日誌」（2006年） - 岸川アサ 役
  - 「ショカツの女〜新宿西署・刑事課強行犯係3」（2009年） - 矢島千代 役
  - 「救急救命士・牧田さおり6」（2009年） - 松岡悦子 役
  - 「おとり捜査官・北見志穂16」（2012年） - 西琴枝 役
  - 「京都美食タクシー殺人レシピ」（2015年） - 北山鈴乃 役

#### テレビ東京
- マザコン刑事の事件簿（1990年）
- 列島縦断事件シリーズ「佐渡情話復讐迷路」（1991年）
- 田舎で暮らそうよ（1999年） - 町田京子 役
- Wの悲劇（2001年） - 和辻みね 役
- 三匹のおっさん〜正義の味方、見参!!〜（2014年） - 原田靖代 役
- 水曜ミステリー9
  - 「事件記者・浦上伸介事件ファイル2」（2002年） - 山崎奈津子 役
  - 「滝警部補の事件日誌 飛騨高山・殺意の追憶」（2005年） - 花森蝶子 役

#### WOWOW
- 死刑基準（2011年）
- 賢者の愛（2016年） - 高中芳子 役
- オレは死んじまったゼ!（2023年） - 四ノ宮克子 役[7]

### 映画
- 風立ちぬ（1976年）
- Shall we ダンス?（1997年） - 田村たま子（たま子先生） 役
- 樹の上の草魚（1997年） - 武内しの 役
- OL忠臣蔵（1997年） - 田辺志津代 役
- 大安に仏滅!?（1998年） - 沢井照江 役
- ユキエ（1998年） - ミエ 役
- 静かなるドン（1998年） - 近藤妙 役
- 平成金融道 裁き人（1999年） - 八重 役
- Quartet カルテット（2001年） - 白川小百合 役
- たそがれ清兵衛（2002年） - 井口きぬ 役
- ぷりてぃ・ウーマン（2003年） - 川部幾代 役
- 奇談（2003年） - 妙 役
- 世界の中心で、愛をさけぶ（2004年） - 國村晴子 役
- 感染（2004年） - 鏡の老女 役
- 8月のクリスマス（2005年） - 記念写真の老婦人 役
- ミラクルバナナ（2005年） - 山村静江 役
- 転がれ!たま子（2005年） - 日進月歩堂のバアチャン 役
- 調布空港（2006年）
- 恋路物語 -each little thing-（2007年） - 沢崎フミ 役
- コドモのコドモ（2008年9月27日） - 持田春菜の祖母 役
- 東京少年（2008年） - 藤木菊江 役
- 次郎長三国志（2008年） - 鬼吉の母 役
- 魔法遣いに大切なこと（2008年） - 赤池菊子 役
- フィッシュストーリー（2009年） - フェリー乗客の老婦人 役
- 食堂かたつむり（2009年） - 倫子の祖母 役
- 仮面ライダー×仮面ライダー×仮面ライダー THE MOVIE 超・電王トリロジー（2010年） - 上原早苗 役
- ねこタクシー（2010年） - 宗形セキ 役
- スープ・オペラ（2010年） - 桂木夫人 役
- アブラクサスの祭（2010年）
- 五日市物語（2011年） - 岸トシ子 役
- ぬくぬくの木（2011年）
- HOME 愛しの座敷わらし（2012年） - 菊池米子 役
- レンタネコ（2012年） - 吉岡敏子（吉岡夫人） 役
- 任侠ヘルパー（2012年） - 蔦井露子 役
- 草原の椅子（2013年） - 富樫重蔵の母 役
- ひまわりと子犬の7日間（2013年） - 長友光子 役
- 舞妓はレディ（2014年） - 西郷梅 役
- 案山子とラケット ～亜季と珠子の夏休み～（2014年） - 鏡八重 役
- ベトナムの風に吹かれて（2015年） - 佐生シズエ 役 [8]
- バケモノの子（2015年） - 賢者 役[9]（声の出演）
- orange（2015年） - 成瀬初乃 役
- クローゼット（2020年） - 山村ミエ 役
- 名も無い日（2021年） - 小野スエ 役
- ハウ（2022年）
- うかうかと終焉（2023年） - 清水テイ 役[10]
- 裏社員。-スパイやらせてもろてます‐（2025年）[11]

### ウェブドラマ
- スーツケース・ジャーニー（2021年12月21日・22日、北欧、暮らしの道具店） - 淑女 役[12]
- 令和の三英傑～恋する末裔たち〜（2025年1月8日〈予定〉、TVer・YouTube）[13]

### ラジオドラマ
- 毎日放送開局55周年記念特別番組 ラジオドラマ「博士の愛した数式」（2006年3月19日、MBS）
- FMシアター（NHK-FM）
  - 「リバイバル」（2010年3月6日）
  - 「東京 Voice」（2011年1月8日）
  - 「海電(UMIDEN)」（2011年5月28日）
  - 「静かな大地（前編・後編）」（2011年10月15日・22日）
  - 「温もりの値段」（2012年4月21日）

### CM
- シーメンス
- 東京ガス 「家族の絆・ばあちゃんの料理篇」
- 法テラス 被災者支援キャンペーンCM（福島・宮城・岩手・山形のみ放映）